# Saint-Just (Dordonha)
Saint-Just é uma comuna francesa na região administrativa da Nova Aquitânia, no departamento Dordonha. Possui uma área de 11,2 km² e 139 habitantes (censo de 1999), perfazendo uma densidade demográfica de 12 hab/km².	